# Ifconfig

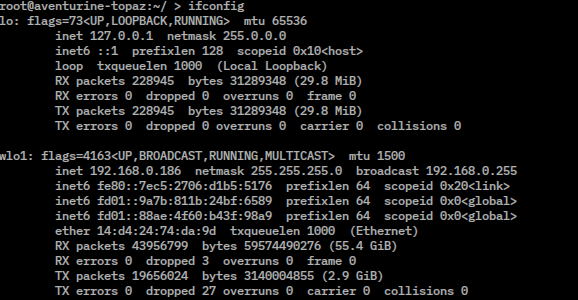
صفحه ی برنامه

ifconfig (کوتاه شدهٔ interface configurator) یک ابزار مدیریتی در سیستم‌عامل‌های شبه یونیکس است و به منظور پیکربندی، کنترل و پرس‌وجوی پارامترهای تی‌سی‌پی/آی‌پی رابط شبکه از خط فرمان به کار می‌رود.
این دستور در زمان بوت برای برپایی اینترفیس‌ها به کار می‌رفت و بعد از آن معمولاً فقط برای اشکال‌زدایی (به انگلیسی: Debugging) استفاده می‌شود. این دستور برای نمایش اطلاعات کانفیگ شبکه، تنظیم آدرس آی‌پی و ماسک زیرشبکه یا ساخت دگرنام (به انگلیسی: Alias) برای اینترفیس‌ها به کار می‌رود. در صورتی که ifconfig بدون هیچ متغیری استفاده شود، وضعیت کنونی واسط فعال را نشان می‌دهد؛ و اگر نام اینترفیس ذکر شود فقط وضعیت کنونی آن واسط ِ خاص را نشان می‌دهد.

## استفاده
ifconfig در صورتی که بدون هیچ متغیری استفاده شود، وضعیت کنونی اینترفیس‌های فعال را نشان می‌دهد:
```
root@bt:~#
 
ifconfig

```

```
eth0
      
Link
 
encap:Ethernet
  
HWaddr
 
00
:0c:29:90:96:ae
  

          
inet6
 
addr:
 
fe80::20c:29ff:fe90:96ae/64
 
Scope:Link

          
UP
 
BROADCAST
 
RUNNING
 
MULTICAST
  
MTU:1500
  
Metric:1

          
RX
 
packets:312
 
errors:0
 
dropped:0
 
overruns:0
 
frame:0

          
TX
 
packets:45
 
errors:0
 
dropped:0
 
overruns:0
 
carrier:0

          
collisions:0
 
txqueuelen:1000
 

          
RX
 
bytes:29165
 
(
29
.1
 
KB
)
  
TX
 
bytes:10206
 
(
10
.2
 
KB
)

lo
        
Link
 
encap:Local
 
Loopback
  

          
inet
 
addr:127.0.0.1
  
Mask:255.0.0.0

          
inet6
 
addr:
 
::1/128
 
Scope:Host

          
UP
 
LOOPBACK
 
RUNNING
  
MTU:16436
  
Metric:1

          
RX
 
packets:45
 
errors:0
 
dropped:0
 
overruns:0
 
frame:0

          
TX
 
packets:45
 
errors:0
 
dropped:0
 
overruns:0
 
carrier:0

          
collisions:0
 
txqueuelen:0
 

          
RX
 
bytes:3289
 
(
3
.2
 
KB
)
  
TX
 
bytes:3289
 
(
3
.2
 
KB
)

```

برای برپایی یک اینترفیس:
```
user@local:~#
 
ifconfig
 
eth0
 
up

```

برای تخصیص یک آدرس آی‌پی و نت‌ماسک به یک اینترفیس و سپس برپا کردن آن:
```
user@local:~#
 
ifconfig
 
eth0
 
10
.1.0.11
 
netmask
 
255
.255.0.0
 
up

```

## مطالعهٔ بیشتر
- http://www.unix.com/man-page/freebsd/8/ifconfig/ : کتاب راهنمای آی‌اف‌کانفیگ در سایت یونیکس.